# Andrew Greeley
Andrew Greeley (n. 5 februarie 1928 – d. 29 mai 2013) a fost un scriitor american de thriller.